# Харрис, Бернард (астронавт)
Бернард Э́нтони Ха́ррис (англ. Bernard Anthony Harris Jr.; род. 26 июня 1956, Темпл, Техас) — астронавт НАСА. Совершил два космических полёта на шаттлах: STS-55 (1993, «Колумбия») и STS-63 (1995, «Дискавери»), врач.

## Личные данные и образование
Бернард Харрис родился 26 июня 1956 года в городе Темпл, штат Техас. В 1974 году окончил среднюю школу имени Сэма Хьюстона в городе Сан-Антонио, Техас. В 1978 году получил степень бакалавра наук в области биологии в Университете Хьюстона. В 1982 году получил звание доктора наук медицины в «Медицинском научном Центре здоровья» при Техасском университете. В 1985 году Харрис окончил ординатуру по внутренней медицине в клинике «Майо». Кроме того, в 1987 году, прошёл стажировку в «Национальном исследовательском Центре» НАСА, получая стипендию от Национального Совета. В 1988 году получил специальность лётного хирурга в Аэрокосмической Школе медицины, на авиабазе «Брукс», около города Сан-Антонио, в штате Техас. В 1996 году доктор наук Харрис получил степень магистра в области биомедицины на медицинском факультете Техасского Университета в Галвестоне.
Женат на Сандре Фей Льюис, она из города Саннивейл, Калифорния, у них один ребёнок. Он увлечён полётами, парусным спортом, лыжами, бегом, дайвингом, искусством и музыкой. Мать Харриса, Гасси Х. Берджесс, и его отчим, Джо Рой Берджесс, проживают в Сан-Антонио, штат Техас. Его отец, Бернар А. Харрис (старший), живёт в Филадельфии, штат Пенсильвания. Родители Сандры проживают в городе Саннивейл.

## До НАСА
После окончания обучения в Центре НАСА, он перевёлся в Космический Центр имени Джонсона, в Хьюстоне, штат Техас, где стал готовиться стать ученым и хирургом в полёте, для клинических исследований адаптации организма к невесомости и выработке контрмер в длительных космических полетах.

## Подготовка к космическим полётам
В январе 1990 года был зачислен в отряд НАСА в составе тринадцатого набора, кандидатом в астронавты. Стал проходить обучение по курсу Общекосмической подготовки (ОКП). По окончании курса, в июле 1991 года получил квалификацию «специалист полёта» и назначение в Офис астронавтов НАСА. В НАСА принимал участие в проектировании и строительстве космических роверов.

## Полёты в космос
- Первый полёт — STS-55[3], шаттл «Колумбия». C 26 апреля по 6 мая 1993 года в качестве «специалиста полёта». Экипаж ставил научные эксперименты в многоразовой космической лаборатории «Спейслэб». Миссия была оплачена Германией. Астронавты провели 89 основных экспериментов по направлениям: материаловедение, биология, робототехника, астрономия и фотографирование Земли. Астронавты благополучно приземлились на авиабазе Эдвардс. Продолжительность полёта составила 9 суток 23 часа 40 минут[4].
- Второй полёт — STS-63[5], шаттл «Дискавери». C 3 по 11 февраля 1995 года в качестве «специалиста полёта». Астронавт Коллинз пригласила семерых из живущих участниц группы «Меркурий 13» присутствовать на её первом старте в космос — старте женщины-пилота — STS-63 3 февраля 1995 года. Основная цель полёта — отработка манёвра сближения со станцией «Мир» (06 февраля 1995 года) до расстояния 11 метров (в 19:23:20). Один из проведённых в ходе полёта экспериментов — ODERACS-II[6] Харрис и Фоул тестировали новые материалы в скафандрах для защиты астронавтов во время выхода в открытый космос от холода, но Центр управления прервал этот выход после того, как астронавты сообщили, что в скафандрах и в своих костюмах им очень холодно. Во время полёта выполнил один выход в открытый космос: 09.02.1995 — продолжительностью 4 часа 39 минут. Продолжительность полёта составила 8 суток 6 часов 30 минут[7].

Общая продолжительность внекорабельной деятельности — 4 часа 39 минут. Общая продолжительность полётов в космос — 18 дней 6 часов 8 минут.

## После полётов
В апреле 1996 года уволился из НАСА и ушёл из отряда астронавтов.

## Награды и премии
Награждён: Медаль «За космический полёт» (1993 и 1995) и другие.